# Amélie Belin
Amélie Belin est une peintre et pastelliste française.

## Biographie
Originaire de Toulouse, elle a étudié dans cette ville avec Féréol Bonnemaison et François Jacquemin, et a reçu en 1787 un prix de dessin pour son travail. 
La même année, elle expose un certain nombre de portraits au pastel au Salon de Toulouse.